# Aslı Erdoğan
Aslı Erdogan (Istambul, 8 de março de 1967) é uma escritora e ativista dos direitos humanos turca, física de formação. Iniciou a sua carreira literária em 1994 e combinou a escrita com a publicação de artigos de opinião em diversos jornais. Presentemente é colunista do Özgür Gündem e antes escreveu par ao diário Radikal. Publicou mais de 200 artigos no âmbito nacional e internacional, além de novelas, poemas, contos, prosa poética, ensaios sobre viagens e artigos políticos que foram traduzidos em vários idiomas.
Tem sido perseguida em várias ocasiões e submetida a diversas campanhas de linchamento na Turquia pelos seus escritos, e esteve exilada durante vários anos. Em 16 de agosto de 2016 foi detida em sua casa e passou 4 meses e meio em prisão preventiva acusada de terrorismo.
Em 2018 recebeu o Prémio Simone de Beauvoir pelos direitos humanos e liberdade das mulheres.